# سيلفانا غالاردو
سيلفانا غالاردو (بالإنجليزية: Silvana Gallardo)‏ (و. 1953 – 2012 م) هي ممثلة تلفزيونية، وممثلة أفلام أمريكية، ولدت في نيويورك، توفيت في لويفيل، كنتاكي، عن عمر يناهز 59 عاماً، بسبب سرطان.

## وصلات خارجية
- سيلفانا غالاردو على موقع IMDb (الإنجليزية)
- سيلفانا غالاردو على موقع روتن توميتوز (الإنجليزية)
- سيلفانا غالاردو على موقع قاعدة بيانات الفيلم (الإنجليزية)
- سيلفانا غالاردو في قاعدة بيانات الأفلام على الإنترنت